# Гриффин, Бернард Уильям
Бернард Уильям Гриффин (англ. Bernard William Griffin; 21 февраля 1899, Бирмингем, Англия, Соединённое королевство Великобритании и Ирландии — 20 августа 1956, Ползет-Бэй, Англия, Великобритания) — английский кардинал. Титулярный епископ Аппии и вспомогательный епископ Бирмингема с 26 мая 1938 по 18 декабря 1943. Архиепископ Вестминстера с 18 декабря 1943 по 20 августа 1956. Кардинал-священник с 18 февраля 1946, с титулом церкви Санти-Андреа-э-Грегорио-Маньо-аль-Челио с 22 февраля 1946.